# Valois-Orléans
Valois-Orléans war eine Nebenlinie des Hauses Valois, die von 1392 (Verleihung des Titels Herzog von Orléans) bis zu ihrem Aussterben 1575 existierte. Stammvater des Hauses Valois-Orléans war Ludwig von Valois (* 1372, † 1407), der jüngere Bruder des Königs Karl VI. Ab 1392 war in der Familie der Titel des Herzogs von Orléans erblich.

## Geschichte
Ludwigs gleichnamiger Enkel bestieg nach dem Aussterben der Valois-Hauptlinie 1498 nach Salischem Erbrecht als nächster männlicher Verwandter des verstorbenen Karl VIII. als Ludwig XII. den französischen Thron und übernahm im Jahr darauf auch dessen Witwe, Anne de Bretagne, auch wenn er sich dafür von Karls Schwester, Johanna von Frankreich, scheiden lassen musste. Da er selbst keine Söhne hatte, verheiratete er kurz vor seinem Tod seine älteste Tochter Claude de France mit François d’Orléans, Graf von Angoulême, seinem nächsten Anverwandten in männlicher Linie und seinem Nachfolger. Beide Ehen dienten weniger der Legitimation der Nachfolge, sondern dem Ziel, das Herzogtum Bretagne, das Anne de Bretagne, die Mutter Claudes, in die Familie gebracht hatte, auch in der Familie zu halten.
Jean d’Orléans, der jüngere Sohn Ludwigs von Orléans, war der älteste Angehörige der Nebenlinie Angoulême, die sich bereits 1407 (Verleihung des Titels Graf von Angoulême) von der älteren Linie Valois-Orléans abgespalten hatte. Mit François d’Orléans (Franz I.) übernahm diese Linie 1515 die Herrschaft in Frankreich und behielt sie bis zum Tod Heinrichs III. 1589.

## Stammliste
1. Ludwig (Louis), * 13. März 1372 im Hôtel Saint-Paul in Paris, † ermordet 23. November 1407 in Paris, Prinz von Frankreich, 1386–1392 Herzog von Touraine, 1392 Herzog von Orléans und Graf von Valois, Pair von Frankreich, 1387–1406 Graf von Asti, nach 1386 Graf von Brie etc., 1391 bzw. 1397 Graf von Blois, 1392 Graf von Dunois und Beaumont-sur-Oise, 1394 Graf von Angoulême, Dreux und Périgord, 1395 Herr von Châteaudun und Porcéan, 1400 Graf von Soissons, Herr von Coucy und Château-Thierry, Graf von Vertus und Porcéan, begraben im Cölestinerkonvent Paris; 
⚭ 17. August 1389 in Melun Valentina Visconti, Prinzessin von Mailand, Gräfin von Asti, * 1366 wohl in Mailand, † 4. Dezember (vielleicht auch 1. Dezember) 1408 im Schloss Blois, Erbtochter von Gian Galeazzo Visconti, Herzog von Mailand, begraben im Cölestinerkonvent Paris (Visconti) – Vorfahren: siehe Haus Valois
  1. Tochter, * und † Mai 1390, bestattet in Saint-Paul des Champs in Paris
  2.  Karl (Charles), * 26. Mai 1391 im Hôtel Saint-Paul in Paris, † 4. Januar 1466 in Amboise, 1407 Herzog von Orléans, Pair von Frankreich, Graf von Valois, Beaumont, Blois und Asti, Seigneur de Coucy, Château-Thierry, Châteaudun, Porcéan (bis 1438), Graf von Soissons, wohl 1408, tatsächlich 1447/50 Herzog von Mailand, Ritter des Ordens vom Goldenen Vlies, bestattet in der Cölestinerkirche in Paris; 
⚭ I 29. Juni 1406 in Compiègne Isabeau Prinzessin von Frankreich, * 9. November 1389 in Paris, † 13. September 1409 in Blois, Tochter von König Karl VI. (Stammliste der Valois), Witwe von Richard II., König von England (Anjou-Plantagenet), bestattet in der Cölestinerkirche in Paris; 
⚭ II 1410 Bonne d’Armagnac, * wohl 1392, † wohl vor November 1415, Tochter von Bernhard VII., Graf von Armagnac (Haus Lomagne) und Bonne de Berry (Stammliste der Valois); 
⚭ III 6. oder 28. November 1440 in Saint-Omer Maria von Kleve, * 19. September 1426, † 23. August 1487 in Chauny, Tochter von Adolf II., Herzog von Kleve (Haus Mark-Altena-Berg), bestattet in der Cölestinerkirche in Paris, sie heiratete in zweiter Ehe Jean de Rabodanges, Seigneur de Boncourt
    1. (I) Jeanne, * 13. September 1409 in Blois, † 19. Mai 1432 in der Abtei Saint-Aubin d’Angers; 
⚭ 1424 in Blois Johann (Jean) II., 1415 Herzog von Alençon, † 1476 in Paris (Haus Valois-Alençon)
    2. (III) Marie, * wohl 1457, † 1493, bestattet in Mazères; 
⚭ vermutlich I wohl 8. November 1465, später getrennt, Pierre I., 1488 Herzog von Bourbon, Seigneur de Beaujeu, † 10. Oktober 1503 (Stammliste der Bourbonen); 
⚭ II 1476 Jean de Foix, Vizegraf von Narbonne, 1483/97 Prätendent von Navarra, † 1500 nach 5. November (Haus Grailly)
    3. (III)  Ludwig (Louis) genannt Le Père du Peuple (Vater des Volkes), * 27. Juni 1462 in Blois, † 1. Januar 1515 in Paris, 1. Herzog von Valois, 1466 Herzog von Orléans, Graf von Beaumont, Blois, Asti, Soissons, Porcéan, Seigneur der Coucy, de Château-Thierry et de Châteaudun, 1483 Gouverneur von Paris, 1491 Gouverneur von Normandie, 1497 Thronfolger, 1498 als Ludwig XII. König von Frankreich, 1499/1500 Herr von Genua, 1500/12 Herzog von Mailand, 1501/04 König von Neapel, bestattet in der Basilika Saint-Denis;
⚭ I 6. September 1476, geschieden 12. Dezember 1498, Johanna (Jeanne) Prinzessin von Frankreich, genannt „la Boiteuse“ (die Hinkende), * 23. April 1464, † 4. Februar 1505 in Bourges, Tochter von König Ludwig XI., 1498 Herzogin von Berry, stiftet 1501 den Annuntiatinnen-Orden, in der Stiftskirche des Ordens in Bourges bestattet (Stammliste der Valois);
 ⚭ II 8. Januar 1499 im Schloss Nantes Anne de Bretagne, * 25. Januar 1477, † 9. Januar 1514 in Schloss Blois, Erbtochter von Herzog Franz II. (François II.), 1488 Herzogin von Bretagne, Witwe von König Karl VIII., bestattet in der Basilika Saint-Denis (Haus Frankreich-Dreux); 
⚭ III 9. Oktober 1514 Abbeville Mary Tudor, Prinzessin von England, * 18. März 1496, † 25. Juni 1533 in Westhorpe, bestattet in Bury St Edmunds, Tochter von Heinrich VII., König von England (Haus Tudor), sie heiratete in zweiter Ehe 31. März 1515 in Paris, 13. Mai 1515 Greenwich Charles Brandon, 1. Herzog von Suffolk, † 22. August 1545 Guildford Castle (Haus Brandon)
      1. (unehelich, Mutter unbekannt) Michel de Bucy, † 8. Februar 1511, 1505 Erzbischof von Bourges, Dekan von Saint-Aignan in Orléans, bestattet in der Kathedrale von Bourges[1]
      2. (II) Claude, * 13. Oktober 1499 in Romorantin, † 20. Juli 1524 in Blois, 1505 Gräfin von Soissons, 1514 Herzogin von Bretagne und Berry, Gräfin von Blois, bestattet in der Basilika Saint-Denis; 
⚭ 18. Mai 1514 Saint-Germain-en-Laye Franz I. (François I.) d’Orléans, Graf von Angoulême, 1515 König von Frankreich) † 31. März 1547 auf Schloss Rambouillet, bestattet in der Basilika Saint-Denis (Haus Valois-Angoulême)
      3. (II) Sohn, * 21. Januar 1508, † klein
      4. (II) Renée, * 25. Oktober 1509 in Blois, † 12. Juni 1575 im Château de Montargis, 1528 Herzogin von Chartres, Gräfin von Gisors, Dame de Montargis; 
⚭ per procurationem 30. Juli 1527, persönlich 28. Juni 1528 in Paris Ercole II. d’Este, † 1559 in Ferrara, 1537 Herzog von Ferrara, Modena und Reggio etc. (Este (Familie))
      5. (II) Sohn, totgeboren * 21. Januar 1512

    4. (III) Anne, * wohl 1464, † 9. September 1491 in Poitiers, 1478 Äbtissin von Fontevrault, 1485 Äbtissin in Poitiers, dort auch bestattet

  3. Sohn, * wohl 1392, † klein
  4. Jean Philippe, * September 1393 im Hôtel Saint-Paul in Paris, † Oktober 1393 im Schloss Vincennes, bestattet in der Cölestinerkirche in Paris
  5. Charles, * November 1392, wohl am 26., im Hôtel Saint-Paul in Paris, † 22. September 1395 daselbst, bestattet in der Cölestinerkirche in Paris
  6. Philippe, * Juli 1396 wohl im Hôtel Saint-Paul in Paris, † 1. September 1420, 1407 Graf von Vertus, bestattet in der Cölestinerkirche in Paris
    1. (unehelich, Mutter unbekannt) Philippe de Valois Bâtard de Vertus, † 1445, 1443 Gouverneur von Burg Coucy[2]

  7. Louis, * wohl 1398, † klein
  8. Marie, * 1401 im Château de Coucy, † 1401
  9.  (unehelich, Mutter : Yolande (Mariette) d’Enghien, Tochter von Jacques d’Enghien, Seigneur de Fagnolle (Haus Enghien) und Marie de Rouen; ⚭ Albert le Flamenc, Seigneur de Canny-sur-Matz (Haus Le Flamenc)) Jean Bâtard d’Orléans, * 23. November 1402 in Paris, † 24. November 1468 in L’Haÿ, 1421 Seigneur de Valbonnais, 1422 Seigneur de Thiais, de La Pierre, de Duvaine et de Fallavier, 1424/39 Graf von Mortain und Gien, 1427/30 Graf von Porcéan, Seigneur de Champleroy, 1430 Graf von Périgord, 1439 Graf und Vizegraf von Châteaudun und Dunois, Seigneur de Fréteval, de Marchenoir, de La Ferté-Villeneuil[3] et de Château-Renault[4], 1443 Graf von Longueville, 1451 Vizegraf von Saint-Sauveur, 1443 Großkämmerer von Frankreich, 1448 königlicher Gesandter in England, Generalleutnant von Caux, bestattet in Notre-Dame in Cléry ;
⚭ I vor 1425 Marie Louvet, † wohl 1437, Tochter von Jean Louvet, Seigneur de Thiais, französischer Minister ;
 ⚭ II 16. November 1439 in Rouen Marie d’Harcourt, Dame de Parthenay, de Secondigny, de Vouvant, de Mervent[5], de Mathefelon etc., † 1. September 1464 in Chouzé-sur-Loire, bestattet in Notre-Dame de Cléry, Tochter von Jacques II. d’Harcourt, Baron de Montgommery, und Marguerite de Melun, Comtesse de Tancarville (Haus Harcourt)[6] – Nachkommen : das Haus Orléans-Longueville
  10.  Johann (Jean), * 26. Juni 1404, † 30. April 1467 im Schloss Cognac[7], 1407 Graf von Angoulême und Périgord, bestattet in der Kathedrale von Angoulême; 
⚭ 31. August 1449 Marguerite de Rohan, † 1497, Tochter von Alain IX. de Rohan, Vicomte de Rohan (Haus Rohan) – Nachkommen: das Haus Valois-Angoulême
  11. Marguerite, * 1406, † 24. April 1466 in der Abtei La Guiche, 1420 Gräfin von Vertus, in der Abtei La Guiche bestattet; 
⚭ 1423 Richard Prince de Bretagne, 1421 Graf von Étampes, † 2. Juni 1438 in der Burg Clisson